# Curodesmus vulcani
Curodesmus vulcani är en mångfotingart som först beskrevs av Kraus 1954.  Curodesmus vulcani ingår i släktet Curodesmus och familjen Rhachodesmidae. Inga underarter finns listade i Catalogue of Life.